# هواوي U8800
هواوي U8800 (بالإنجليزية: Huawei U8800)‏ هو هاتف ذكي من هواوي يعمل بنظام أندرويد، تم طرحه في الأسواق في مارس 2011.

## الخصائص
- نظام التشغيل: أندرويد
- الكاميرا الخلفية: 5.0 ميجابكسل
- الوزن: 0.130 كـغ (0.29 رطل)
- المعالج: 800 ميجا هرتز
- الذاكرة: 512 ميجابايت